# Cleobulo (mitologia)
Nella mitologia greca, Cleobulo (o Cleobolo) è un combattente troiano che prese parte all'omonimo conflitto in difesa della sua patria, menzionato al libro XVI dell'Iliade di Omero.

## Il mito

### Origini
Cleobulo era uno degli innumerevoli soldati semplici che lottarono per dieci anni sotto le mura della loro città, Troia, in Asia Minore. Omero non ha tramandato nessun dettaglio biografico sul guerriero, per cui, oltre alle notizie desumibili dal contesto bellico, su di lui non si conosce altro. Il suo nome è ricordato più che altro per l'atrocità di cui fu vittima.

### Morte
A uccidere Cleobulo fu un personaggio crudele e rozzo. Travolto dal tumulto della battaglia, Cleobulo venne immobilizzato da Aiace d'Oileo, il quale gli impedì la fuga afferrandolo con le nude mani. Intrappolato quindi come un cerbiatto, il troiano fu trafitto al collo dal violento colpo di spada inflittogli dall'avversario. Dal largo squarcio, racconta Omero, scaturì un'abbondante pioggia di sangue che inzuppò l'intera elsa dell'arma di Aiace.